# Lastrea melanopus
Lastrea melanopus là một loài thực vật có mạch trong họ Thelypteridaceae. Loài này được (Hook.) Bedd. mô tả khoa học đầu tiên năm 1865.